# Zastava Mongolije
Zastava Mongolije usvojena je 12. veljače 1992. Slična je zastavi iz 1949. godine, koja je sadržavala socijalističku zvijezdu. Sastoji se od tri jednake okomite trake crvene (od uzdizane strane), plave i crvene. Na sredini crvene trake uzdizane strane nalazi se nacionalni simbol žute boje ("soyombo" - stubac koji se sastoji od apstraktnih i geometrijskih predstava vatre, sunca, mjeseca, zemlje, vode i Taijitu simbola).

## Prethodna zastava
Prethodna zastava bila je gotovo identična sadašnjoj, uz socijalističku zvijezdu. Također, prava je traka bila tamnija.

## Vanjske poveznice
- Flags of the World